# Têtu
Têtu (in italiano Testardo) è una rivista a tematica LGBT pubblicata in Francia.

## Storia
Il periodico è stato fondato a Parigi nel 1995 dai francesi Pascal Loubet e Didier Lestrade e ha preso il posto della rivista Gai Pied (pubblicata dal 1979 al 1992). Attualmente è diretta da Pierre Bergé e gode degli investimenti del gruppo Yves Saint Laurent.
Nel mese di aprile del 2005 è stata pubblicata la centesima edizione, nel gennaio 2009 è uscito il numero 140.
Nel 2010 il Syndicat de la presse Magazine et d'information (SPMI) ha eletto Tetu.com come miglior sito web magazine dell'anno. Nello stesso anno gli accessi al sito sono passati da 100.000 a 700.000 visite al mese.
Nel mese di novembre dello stesso anno la rivista ha visto posare in copertina Catherine Deneuve al fianco di un giovane modello nudo.

## Panoramica
I contenuti della rivista riguardano notizie a tematica omosessuale di rilievo nazionale ed internazionale che vanno dall'evoluzione dei diritti dei gay, all'omofobia. Si rivolge principalmente al pubblico LGBT, con sezioni dedicate all'attualità culturale e alla cronaca prendendo posizione su questioni sociali.
Alcune pagine sono dedicate alla moda, ai viaggi, alla sessualità, alla salute e alla consulenza psicologica, con approfondimenti dedicati alle notizie riguardanti l'AIDS, la prevenzione e la cura della malattia.
La sezione Têtue è dedicata al pubblico femminile. In estate esce in un formato appositamente studiato per la spiaggia con il nome Têtu Plage (in italiano Têtu spiaggia), dotato di immagini e parole crociate.
Alcune personalità francesi hanno scelto Têtu per fare coming out, mentre alcuni politici rilasciano interviste alla rivista mostrare la loro apertura mentale o la loro solidarietà con la comunità omosessuale, in particolare nella lotta contro le discriminazioni e per la parità di diritti.

## Collaboratori di rilievo
- Frédéric Mitterrand
- Luz (vignettista)
- Lucette Rousseau meglio nota come "Lulu"
- Emmanuel Pierrat (tematiche giuridiche)
- Christine Angot
- Didier Eribon